# رمضان في المغرب
رمضان في المغرب هي فترة من الفترات الَّتي يمرّ بها المغرب والعديد من الدول الإسلامية تمتد لـ29 أو 30 يوم، له خصوصيَّة حضارية وسلوكية جديرة بالانتباه، تجسدها منظومة متكاملة من العادات والتَّقاليد المغربية، الَّتي تعكس تقديس المغاربة لهذا الشَّهر، وتجندهم لتأثيثه بممارسات ذات طابع تعبدي وسلوكي واجتماعي واقتصادي. وفي المغرب كبلد يعرف بثقل موروثه الحضاري وتنوع روافده الثَّقافيَّة، فإن رمضانيات المغرب تدفع إلى السَّطح بظواهر وطقوس خاصَّة تصل ماضي البلاد بحاضرها.

## قبل حلول رمضان
تتنوع طقوس وعادات الاحتفاء بالعواشر في المغرب، وتبدأ في أواخر شعبان مع تنظيف البيوت والمساجد، وشراء أوانٍ جديدة وزيادة استهلاك التمور لاستقبال الشَّهر. في شعبان من سنة 1446 ه 2025م امر أمير المؤمنين بفتح المساجد التي تم تشييدها أو أعيد بناؤها أو ترميمها لاستقبال شهر رمضان المبارك.

## الأزياء في رمضان
يُعَد الزِّي التقليدي من تفاصيل رمضان الَّتي يتمسَّك بها المغاربة، فيحرص الرِّجال والنِّساء والأطفال على ارتدائه خلال الزِّيارات العائلية، وعند أداء الصَّلوات في المسجد خاصَّة في صلاة التَّراويح.
وتَشهد أسواق المدن المغربية حركة غير معهودة، حيث يزداد الإقبال على محلات بيع اللباس التَّقليدي، ويجتهد أصحابها في تنويع عروضهم من الجلباب والقفطان وغيره.

## الأطباق في رمضان
لرمضان عدَّة أطباق خاصَّة ترتبط به وتحرص كل ربات البيوت على إعدادها، من هذه الأطعمة حساء الحريرة (يتكون من طماطم وحمص وعدس وقطع لحم)، وحلوى الشباكية (وتحضر من الدَّقيق والعسل والسمسم وماء الزَّهر)، والتَّمر، إلى جانب أطباق أُخرى مثل الفطائر (المسمن والبغرير) والمملحات (البريوات والبسطيلة) والعصائر.
بعد صلاة التَّراويح يقوم بعض المغاربة بجلسة عائلية حول كأس شاي وحلوى السفوف أو سلو، وهي حلوى شعبية تجهزها النِّساء خلال شهر شعبان، وتتكون من طحين محمص ولوز وسمسم وشمر ومواد أخرى.
ويفضل المغاربة هذه الحلوى في رمضان لأنَّ عناصرها تمنح الجِّسم طاقة وقوة تساعدهم على الصَّبر وتحمل ساعات الصِّيام والصَّلاة.